# Nieqiao (köpinghuvudort i Kina, Jiangxi Sheng, lat 29,39, long 115,65)
Nieqiao är en köpinghuvudort i Kina. Den ligger i provinsen Jiangxi, i den sydöstra delen av landet, omkring 82 kilometer norr om provinshuvudstaden Nanchang. Antalet invånare är 7 694. Befolkningen består av 3 781 kvinnor och 3 913 män. Barn under 15 år utgör 21,0 %, vuxna 15-64 år 69 %, och äldre över 65 år 8,0 %.
Runt Nieqiao är det ganska tätbefolkat, med 222 invånare per kvadratkilometer. Närmaste större samhälle är Puting, 12,2 km sydost om Nieqiao. I omgivningarna runt Nieqiao växer i huvudsak blandskog.
Genomsnittlig årsnederbörd är 2 141 millimeter. Den regnigaste månaden är maj, med i genomsnitt 334 mm nederbörd, och den torraste är januari, med 59 mm nederbörd.